# جبل البكرتين
جبل البكرتين: جبل يقع في منطقة عسير، يقع في شرقيه قرية الطلاليع من مركز ثربان، وأيضا في شرقيه قرية المروات وسهول من ربيعة المقاطرة بمحافظة بارق. يبلغ ارتفاعه أكثر من 1,127 م (3,698 قدم) عن سطح البحر. 

## نبذة
يوجد في هذا الجبل كهف في قمته ويعد من أضخم جبال المملكة العربية السعودية. وتنحدر منه عدة أودية، منها:
- وادي هلبان.
- وادي امجبلين.
- وادي صعبان.
- وادي لحسر.